# Islam i secularisme

Mapa del paper de la religió en els països de majoria musulmana, segons les seves constitucions:
Estat islàmic
Estat confessional
Sense posicionament
Estat secular

El concepte de secularisme en l'islam significa afavorir una democràcia secular moderna amb la separació entre la religió i l'Estat, en contraposició amb la concepció de l'Islam com a moviment polític. Sovint es fa servir per distingir entre les qüestions civils o governamentals i la teocràcia religiosa. El secularisme és condemnat sovint pels musulmans que no senten que els valors religiosos s'han retirar de l'esfera pública, tot i que «els teòlegs musulmans sempre han distingit entre els assumptes de din [religió] i dawlah [estat]». Els estats seculars han existit en el món islàmic des de l'edat mitjana.
La recerca del secularisme ha portat a alguns estudiosos musulmans a afirmar que el govern secular és la millor manera d'observar la xaria: «fer complir [la xaria] a través del poder coercitiu de l'Estat nega la seva naturalesa religiosa, perquè els musulmans estarien seguint la llei de l'estat i no realitzant lliurement les seves obligacions religioses com a musulmans», afirma Abdullahi Ahmed An-Na'im, professor de dret a la Universitat Emory i autor d'un llibre sobre el futur de la xaria.
La majoria dels països musulmans tenen un sistema dual en què el govern és laic, però els musulmans poden optar per portar les disputes familiars i econòmiques als tribunals de la xaria. La jurisdicció exacta d'aquests tribunals varia depenent del país, però generalment inclou el matrimoni, el divorci, l'herència i la tutela. No obstant això, el secularisme ha adquirit connotacions negatives en alguns països de l'Orient Mitjà i és sovint acusat d'estar vinculat amb la lluita contra la religió, i la intervenció colonial.